# Braueriana
Braueriana is een geslacht van vlinders van de familie spanners (Geometridae), uit de onderfamilie Ennominae.

## Soorten
- B. fiorino Bryk, 1913
- B. karischi Herbulot, 1996